# アンソニー・スラマ
アンソニー・トーマス・スラマ（Anthony Thomas Slama , 1984年1月6日 - ）は、アメリカ合衆国・カリフォルニア州オレンジ出身の元プロ野球選手(投手)。右投右打。

## 経歴

### プロ入りとマイナー時代とツインズ時代
2006年のMLBドラフトでミネソタ・ツインズから39巡目指名され、入団した。
2007年は、傘下のルーキー+級エリザベストン・ツインズで開幕も迎え、6試合に登板した。その後、A級ベロイト・スナッパーズに昇格し、21試合に登板した。
2008年は、A級フォートマイヤーズ・ミラクルで51試合に登板し、4勝1敗・防御率1.01を記録した。
2009年は、AA級ニューブリテン・ロックキャッツで開幕を迎え、51試合に登板した。その後、AAA級ロチェスター・レッドウイングスに昇格し、11試合に登板した。
2010年7月20日にメジャーに昇格した。翌21日のクリーブランド・インディアンス戦でメジャーデビューを果たした。
2011年は、開幕をAAA級ロチェスターで迎え、27試合に登板した。メジャーでは2試合に登板した。
2012年は、AAA級ロチェスターで31試合に登板した。この年は、メジャーで登板する事は無かった。
2013年は、AAA級ロチェスターで14試合に登板した。成績不振のため、6月13日に解雇された。

### 独立リーグ時代
2013年7月5日にアトランティックリーグのヨーク・レボリューションと契約を結んだ。ここでは、13試合に登板した。
2014年2月17日に同リーグのサザンメリーランド・ブルークラブスと契約を結んだ。ここでは、17試合に登板した。

### ドジャース傘下時代
2014年8月15日にロサンゼルス・ドジャースとマイナー契約を結んだ。傘下のAA級チャタヌーガ・ルックアウツへ異動された。ここでは、5試合に登板した。オフにFAとなった。

## 詳細情報

### 背番号
- 39 (2010年 - 2011年)